# Galerina pseudomniophila
Galerina pseudomniophila är en svampart som beskrevs av Kühner 1973. Enligt Catalogue of Life ingår Galerina pseudomniophila i släktet Galerina,  och familjen Strophariaceae, men enligt Dyntaxa är tillhörigheten istället släktet Galerina,  och familjen buktryfflar. Artens status i Sverige är: Ej påträffad. Inga underarter finns listade i Catalogue of Life.